# HD 213022
HD 213022，又名BD+70 1240，SAO 10366、HR 8557，是一颗恒星，视星等为5.47，位于銀經111.45，銀緯11.22，其B1900.0坐标为赤經22h 23m 25.6s，赤緯+70° 11.22′ 41″。